# Nikos Chardalias
Nikolaos (Nikos) Chardalias (gr. Νικόλαος (Νίκος) Χαρδαλιάς; ur. 10 listopada 1968 w Wironas) – grecki samorządowiec, od 2023 gubernator Attyki. W latach 2021–2023 był wiceministrem obrony, a od 2020 do 2021 wiceministrem ds. ochrony ludności i zarządzania kryzysowego. W latach 2003–2014 był burmistrzem Wironas.        

## Życiorys
Ukończył Szkołę Warwakio. Studiował politologię i stosunki międzynarodowe na University of Kent, specjalizował się w rozwoju regionalnym i integracji europejskiej. Od 1996 do 1998 roku służył w greckich siłach powietrznych. 
W 2003 roku został wybrany burmistrzem Wironas, został także prezesem Stowarzyszenia na rzecz Ochrony i Rozwoju Hymetów. W 2006 roku wybrano go przewodniczącym Komitetu Ochrony Ludności Centralnego Związku Gmin. W 2014 roku zakończył pełnienie funkcji burmistrza, został jednocześnie wybrany radnym regionu Attyki. W tym samym roku wybrano go także sekretarzem wykonawczym regionu Grecji Środkowej, którym pozostał do 2016 roku. Został także sekretarzem ds. samorządu w Nowej Demokracji. 19 lipca 2019 roku mianowano go sekretarzem generalnym ds. ochrony ludności w rządzie Kiriakosa Mitsotakisa, którym pozostał do 16 marca 2020 roku. Dzień później został powołany na funkcję wiceministra ds. ludności i zarządzania kryzysowego. 31 sierpnia 2021 roku został wybrany wiceministrem obrony, pozostając nim do 25 maja 2023 roku. 27 czerwca tego samego roku ponownie wszedł w skład rządu Mitsotakisa na stanowisku wiceministra obrony. 
W lipcu 2023 roku został ogłoszony kandydatem Nowej Demokracji na urząd gubernatora Attyki. 28 sierpnia tego samego roku odszedł z rządu. 8 października został wybrany gubernatorem Attyki, otrzymując 46,75% głosów zastąpił na tej funkcji Jeorjosa Patulisa. W maju 2024 roku został członkiem Europejskiego Komitetu Regionów, w którym dołączył do Europejskiej Partii Ludowej. 